# Muscipipra vetula
A Muscipipra vetula a madarak osztályának a verébalakúak (Passeriformes) rendjébe a királygébicsfélék (Tyrannidae) családjába tartozó faj, a Muscipipra nem egyetlen képviselője.

## Előfordulása
Argentína északi, Brazília déli és Paraguay délkeleti területein honos.